# ICarly et Victorious : Le face à face
 (septembre 2018).
Si vous disposez d'ouvrages ou d'articles de référence ou si vous connaissez des sites web de qualité traitant du thème abordé ici, merci de compléter l'article en donnant les références utiles à sa vérifiabilité et en les liant à la section « Notes et références ».
iCarly et Victorious : Le face à face est un épisode en trois parties de la série télévisée iCarly réalisé par Dan Schneider en 2011 (saison 4 (2010-2011))

C'est un univers où Victorious et iCarly se rencontrent. Cet épisode a été diffusé pour la première fois en juin 2011 aux États-Unis, une version longue avec plusieurs scènes supprimées inédites est sortie en août 2011 à la suite du grand succès connu par la première version, le rendant épisode en quatre parties.
En France, l'épisode a été diffusé pour la première fois le 12 octobre 2011, mais seule la version normale semble avoir été traduite.

## Synopsis
Carly est très heureuse de son nouveau petit ami, Steven, qui passe sa vie entre Seattle avec sa mère et à Los Angeles avec son père, mais il se révèle que ce dernier est aussi le petit ami d'une fille de Los Angeles, Tori, ce que Carly refuse de croire. Lorsque André, l'ami de Tori, a le droit d'organiser une fête dans la nouvelle maison de Kenan Thompson, le groupe d'iCarly décide d'y aller, sous chirurgie esthétique grâce à Moni, une ancienne copine de Spencer pour retrouver Steven, à la suite d'un tweet de Rex, une marionnette ventriloque de Robbie. Une fois à la fête, Carly finit par le retrouver et s'apercevoir que cette histoire est vraie. Le groupe d'iCarly met Tori au courant de cette histoire et parviennent à se venger de Steven avec l'aide de Kenan sur iCarly.
Spencer souffre d'un mal de dos après avoir dû faire une sculpture de radios et se retrouvera dans le jacuzzi de la maison, où il rencontrera Beck et Jade.
Gibby n'a pas eu de chirurgie, mais simplement un déguisement comportant un grain de beauté, qu'il cherchera après l'avoir perdu. Mark, un garçon présent à la fête, le reconnaitra, mais Gibby l'assomme pour éviter leur plan de rater. On suppose ensuite que Gibby passe la fête à chercher son grain de beauté puisqu'il est absent jusqu'à la scène finale.
À la suite du tweet de Rex, la fête est rendue publique et beaucoup de gens s'y trouvent, André tente bien que mal de gérer la fête et d'arrêter un homme déguisé en panda et frappant les derrières des gens avec une raquette de tennis. Kenan finit par venir à la fête et rassure André, car autant de monde signifie toujours "une petite fête" pour lui. Ce dernier connait très bien l'homme dans le panda, qui l'a suivi pendant trois ans, il cherchera lui aussi à l'attraper.
Au cours de la fête, Robbie détruit par accident le système, ce qui aura comme effet l'organisation de concours de rap dans laquelle il participera par l'intermédiaire de Rex. Rex parvient à avoir plusieurs victoires, mais Sam l'affronte et gagne, mettant fin à la compétition.
Beck et Jade décident de profiter de la fête pour aller au jacuzzi, où ils retrouvent Spencer. Sikowitz, leur prof, s'y retrouvera aussi en cherchant à effrayer Beck pour son cours de tragédie. Leur temps passé dans le jacuzzi sera involontairement interrompu par Sinjin, qui jouait à un jeu de surf qui a mal fonctionné et qui l'a propulsé dans le jacuzzi.
Cat souffre d'un problème de gorge et ne doit pas parler. Elle obtient donc un bandeau parleur, lisant les messages qu'elle écrit sur son téléphone. Finalement, Cat parvient à s'exprimer en chantant, car le docteur lui a simplement déconseillé de parler.
Trina doit garder les enfants d'un ami de Lane, Morgan et Wilson, en ayant oublié la fête en acceptant, elle décide alors de les amener à la fête en laisse pour ça. Cependant, les enfants s'enfuient après que Trina les a confiés à Cat, et Lane les retrouvera près des poubelles. Trina parvient à éviter temporairement la punition en laissant Lane dehors.
La fête se termine par un karaoké sur un mash-up de "Leave it all to Me", le thème d'iCarly, et "Make it Shine", le thème de Victorious, qui devient "Leave it all to Shine", chanté par les personnages des deux séries.

## Distribution

### iCarly
- Miranda Cosgrove: (VF : Florine Orphelin) : Carly Shay
- Jennette McCurdy : (VF : Marie Giraudon) : Samantha Puckett
- Nathan Kress : (VF : Jackie Berger) : Freddie Benson
- Jerry Trainor : (VF : Philippe Roullier) Spencer Shay
- Noah Munck : Gibby Gibson
- Mary Scheer (VF : Olivia Dutron) : Marissa Benson
- David St. James : M.. Howard

### Victorious
- Victoria Justice (VF : Marie Zidi) : Tori Vega
- Leon Thomas III (VF : Arthur Pestel)  : André Harris
- Matt Bennett (VF : Stéphane Marais)  : Robbie Shapiro
- Elizabeth Gillies (VF : Olivia Luccioni) : Jade West
- Ariana Grande (VF : Laëtitia Godès) : Cat Valentine
- Avan Jogia (VF : Julien Allouf) : Beck Oliver
- Daniella Monet (VF : Caroline Pascal (actrice)) : Trina Vega
- Jake Farrow (VF : Stéphane Marais) : Rex Powers (voix)
- Michael Reid : Sinjin Van Cleef
- Eric Lange : Erwin Sikowitz
- Lane Napper : Lane Alexander
- Marco Aiello : Festus (version longue uniquement)
- Marilyn Harris : Charlotte Harris

### Pour l'épisode
- Kenan Thompson : son propre rôle
- Cameron Deane Stewart (VF : Vincent de Bouard) : Steven Carson
- Leon Thomas II : le panda
- Cierra Russell : Morgan/Mabel
- Walt Shoen : Wilson
- Kwame Patterson : DJ Mustang
- Justin Castor : Mark
- Dabier : Premier adversaire de Rex
- Austin Crow : Deuxième adversaire de Rex (version longue)
- Jen Lilley : Moni
- Wesley Quinn : Danseur (version longue)
- Jazmine Antico : Danseuse (version longue)
- Donald Fisher : Sinjin Van Cleef (cascade)
- Matt Kelly : Rusty (figuration hors version longue)

## Concours
Après la première diffusion de l'épisode, un concours a été organisé, dont les prix sont le bracelet de Carly, les radios de la sculpture de Spencer et le bandeau parleur de Cat. Ce concours ne semble avoir eu lieu qu'aux États-Unis. Les questions et réponses, écrites par Dan Schneider, sont ici traduites:
- Question 1 : Dans l'épisode, deux personnages mentionnent de la soupe. Qui sont-ils ?
  - Réponse : Cat et Jade. Cat dit le mot après avoir eu son bandeau dans la version originale et Jade parle de soupe quand elle parle du jacuzzi.

- Question 2 : Quelle émission de télé des années 1970 est mentionnée ?
  - Réponse : Laverne et Shirley, durant la bataille de rap entre Sam & Rex dans la version originale. Rex nomme Sam "Laverne" et Sam appelle Rex "Shirley"
  - Note: The Muppet Show était accepté, car il y a une référence plus petite dans la bataille de rap dans la version originale également car Sam utilise le mot "muppet" pour désigner Rex.

- Question 3 : Il y a des références à deux de mes anciennes émissions. Quelles émissions ?
  - Réponse : All That et Drake & Josh. All That est mentionné dans la version originale par Kenan Thompson lorsqu'il liste les personnes lui ayant demandé de l'argent et la casquette de Gibby contient le logo de Drake & Josh.
  - Note : Plusieurs personnes ont pensé à Kenan & Kel, parce que Kenan joue dans l'épisode, mais cette émission n'est pas référencée.

- Question 4 : Deux personnages portent des t-shirts avec le symbole de la paix. Lesquels ?
  - Réponse : Carly et Morgan, qui les portent à la fête

- Question 5 : Trois sites internet finissant par ".com" sont mentionnés. Lesquels ?
  - Réponse: iCarly.com, TheSlap.com et TweenPants.com, dans la version originale, qui a été aussi mentionné dans "La mère de Sam".

- Question 6 : Si vous avez vu tout l'épisode, vous verrez deux personnages avoir des corn-dogs. Lesquels ?
  - Réponse: Beck et Jade, grâce au générique d'introduction de l'épisode.
  - Note : Dans la version longue, Spencer, Sikowitz, Morgan et Wilson en ont également, mais dans la version normale, ils ne les ont pas, ni Beck et Jade, pour rendre la question plus difficile.

- Question 7 : Combien de followers a Rex ?
  - Réponse : 68143.

## Musiques
Miranda Cosgrove & Drake Bell - Leave It All To Me
Victoria Justice - Make It Shine
Miranda Cosgrove, Victoria Justice, Jennette McCurdy, Nathan Kress, Jerry Trainor, Noah Munck, Leon Thomas III, Matt Bennett, Elizabeth Gillies, Ariana Grande, Avan Jogia, Daniella Monet - Leave It All To Shine
Service Group - Summer Sunn
Niki Watkins - The Joke Is On You
Ginger Fox (personnage de l'épisode d'iCarly "La pop star" - Number One
The Orion Experience - Queen of White Lies
Ariana Grande et Elizabeth Gillies - Give It Up
Backhouse Mike - Take me back

## Différences de doublage
- Morgan est nommée Mabel en version originale.
- Le bandeau de Cat a une voix plus robotique dans la version française.
- Rex dit qu'il a enlevé Robbie de ses contacts, ce qui le fait passer de 21 à 20 contacts. dans la version originale, il passe de 14 à 13 (le numéro malchanceux)
- Dans la version originale, Robbie est appelé à deux reprises par quelqu'un de la foule « Samberg », car Matt Bennett est souvent comparé physiquement à Andy Samberg.
- Dans la version originale, Kenan dit qu'Andy Samberg et la moitié du casting de All That, ancienne émission de Dan Schneider, lui ont demandé de l'argent.
- Après avoir reçu son bandeau, Cat dit « Super ». Dans la version originale, elle prononce le mot « Soupe ».
- Bien que Nathan Kress et Noah Munch soient grands dans cet épisode ils ont les voix qui ont eu dans les premières saisons de la série

## Anecdotes
- L'épisode est seulement compté comme un épisode d'iCarly, pas comme un épisode, d'où le titre original, « iParty with Victorious » (iFête avec Victorious). Cependant, le nom français donne le nom des deux séries avant le titre commun « le face à face », aussi, au Royaume-Uni, l'épisode est juste nommé « iParty » (iFête), ce qui signifie que l'épisode peut aussi être compté comme un épisode de Victorious.
- L'épisode a été traduit en français plus tôt que les autres dû à sa particularité. Ainsi, Freddie et Gibby ont leur voix jeunes des deux premières saisons, bien que Nathan Kress et Noah Munck aient grandis.
- Sam Puckett et Cat Valentine se rencontreront à nouveau dans Sam et Cat
- C'est le seul épisode dont le générique n'utilise pas la scène de l'épisode d'iCarly "Que le spectacle commence", où Carly est à la fête des chapeaux.
- Il s'agit du premier cross-over fait par Dan Schneider.
- M.. Howard réapparaît dans cet épisode après une certaine absence dans la série.
- Avan Jogia a dit qu'il a dû recouvrir un tatouage pour les scènes du jacuzzi
- C'est la seconde fois que le groupe d'iCarly va à Los Angeles après "iCarly contre Dingo Channel".
- La chaussette de beurre de Sam fait sa deuxième apparition depuis l'épisode mentionné précédemment.
- Cet épisode montre presque Socko, l'ami de Spencer, qui n'a jamais été vu à l'écran.
- C'est le seul épisode à avoir son propre générique.
- Il s'agit du quatrième épisode d'iCarly à avoir une version longue après "Que le spectacle commence", "On passe à la télé", "Je l'ai vu la première" et "Freddie, mon héros". C'est aussi le deuxième épisode sur Victorious à avoir une version longue après "Bienvenue à Hollywood Arts"
- La version longue de l'épisode est l'épisode d'iCarly le plus long.
- La version longue n'est jamais sortie en DVD, il semble aussi qu'elle n'a jamais été traduite.
- Le tableau de canards jouant au poker est une parodie de "Dogs playing poker"
- Sam dit que Tori ressemble à Shelby Marx, car toutes les deux sont jouées par Victoria Justice. Cependant, la même logique ne leur a pas fait dire qu'André ressemble à Harper, de "On passe à la télé" car tous les deux sont jouées pas Leon Thomas III, ou que Trina ressemble à la fille populaire de "La psychopathe", car toutes les deux sont jouées par Daniella Monet
- Ariana Grande ne parle que quatre fois dans l'épisode, ses autres moyens d'expression sont l'écriture, son bandeau parleur et le chant.
- Les deux séries, iCarly et Victorious, sont arrivées à leur fin, mais elles ont un spin-off commun, Sam & Cat.
- La présentation de la version longue de l'épisode par Noah Munck, Matt Bennett et Daniella Monet finit en révélant qui est dans le panda. Il s'agit de T-Bo, d'iCarly. Ce pouvait avoir été écrit dès le début ou non, mais cela expliquerait l'absence de ce personnage récurrent d'iCarly de l'épisode. Cependant, on ne sait pas pourquoi T-Bo a suivi Kenan pendant trois ans, ni comment le panda se retrouve à nouveau dans Victorious dans l'épisode "La retenue du samedi matin" s'il s'agit de T-Bo.
- Plusieurs personnes ont pensé que l'homme dans le panda était Kel Mitchell, à la suite de Kenan & Kel.
- La scène où DJ Mustang jette le micro à Carly est une allusion possible au générique de Victorious où Tori reçoit un micro.
- Jennette Mc Curdy (Sam)et Ariana Grande (Cat) ont toutes les deux la même date d'anniversaire, 26 juin. Jennette est cependant âgée d'un an de plus.
- Les 12 personnages principaux des deux séries font une parité: 6 garçons (Freddie, Spencer, Gibby, André, Robbie et Beck) et 6 filles (Carly, Sam, Tori, Jade, Cat et Trina).
- La voix française de Steven est la voix que Gibby obtiendra plus tard à partir de la saison 3.

## Erreurs
- Le nom de Steven est parfois confondu pour Stephen.
- Trina participe à "Leave it all to Shine", alors qu'elle chante mal. 
  - C'est parce que Daniella Monet sait très bien chanter, mais doit chanter faux pour son personnage. Incarnant un personnage principal, elle devait pouvoir participer à la chanson.
- Beck dit que rien ne peut l'effrayer, mais il y a quelques contradictions à cela dans Victorious.
- On peut entendre "Give it up" à la fête, chanté par Jade et Cat, alors que ces dernières ne le chantent pas à la fête, ce qui signifie que quelqu'un l'a enregistré.
- Carly et Tori modifient légèrement la phrase que Steven leur a dit en leur donnant leurs bracelets, en disant "tout comme toi" au lieu de "comme toi".
- Bien que Robbie ait détruit le système, on entend toujours de la musique jusqu'à ce que Carly, Sam et Freddie n'enlèvent leur chirurgies. On entend aussi de la musique quand Steven se dirige vers le placard.
- Sauf si Sam a pris le beurre dans la maison, elle ne pourrait pas utiliser sa chaussette car le beurre aurait perdu une partie de sa consistance.
- Trina appelle André par son prénom, alors qu'elle le confond toujours pour Andrew, Andy, ou elle l'appelle "ami de Tori".
- Sam a un téléphone bleu dans la transition, mais il devient noir ensuite.
- Quand Sinjin est projeté vers le jacuzzi, il est renversé sur le dos, mais il tombe dans le jacuzzi sur le ventre.
- Robbie est logiquement un bon rappeur s'il contrôle Rex.
  - Ce pouvait avoir été volontaire, puisque Rex est parfois vu comme une partie cool de Robbie, il peut avoir besoin de lui pour exprimer ses talents de rappeur.
- On ne sait pas pourquoi le jeu auquel joue Sinjin fonctionne mal.
- On ne sait pas d'où viennent les corn-dogs que mangent Spencer, Sikowitz, Beck, Jade, Morgan et Wilson.
  - Notamment pour Morgan et Wilson, si quelqu'un leur a donnés des corn-dogs, il ne les aurait pas laissés partir puisqu'ils sont de jeunes enfants dans une fête.
- Tori dit qu'elle a uriné de peur à cause de Sikowitz, mais ses vêtements ne sont pas mouillés.
- À certaines occasions pour des gags, le bandeau de Cat parle après que la phrase est écrite, alors qu'ils prononcent les mots après qu'ils sont tapés.

- - Il est possible qu'elle ait fait une mauvaise manipulation sur son application pour provoquer cela.

- Quand Tori et ses amis mangent la frite que tient Tori change de taille a plusieurs reprises.